# È così che gira il mondo
È così che gira il mondo è un album di Sal Da Vinci, pubblicato nel 2012, prodotta dalla S.I. productions e distribuito dall'etichetta discografica Sony.

## Tracce
1. Fin dove c'è vita – 3:57
2. Cose – 4:08
3. Il tempo vola (feat. Maurizio Solieri) – 4:15
4. Senza un motivo (feat. Ornella Vanoni) – 4:14
5. Tra miliardi di noi – 4:25
6. Come il mare – 4:05
7. Ieri come adesso – 3:51
8. Il nostro giuramento – 4:20
9. Così naturale – 3:55
10. Anche se non ci sei – 3:45
11. Un giorno ingenuo – 4:32
12. Foss'o Dio – 4:45
13. Ali di cartone – 3:59
14. L'amore decide – 4:05
15. Cose / Coisas (feat. Ana Carolina) – 4:13

## Formazione
- Sal Da Vinci – voce
- Adriano Pennino – tastiera, pianoforte
- Cesare Chiodo – basso
- Alfredo Golino – batteria
- Maurizio Fiordiliso – chitarra acustica, chitarra elettrica
- Gaetano Diodato – basso
- Michael Landau – chitarra elettrica
- Gianluca Mirra – batteria
- Maurizio Solieri – chitarra acustica, chitarra elettrica
- Eric Daniel – sax
- Simone Salza – sax
- Fabrizio Palma, Rossella Ruini – cori